# Nagy-Kopasz (Budai-hegység)
A Nagy-Kopasz a Budai-hegység legmagasabb hegye, a magassága 559 méter. Páty, Nagykovácsi és Telki határán emelkedik.

## Turizmus
A közigazgatásilag Pátyhoz tartozó csúcson 2004-2005 között épült a Csergezán Pál-kilátó, amely egyúttal pihenőhelyként is szolgál. 32 méter magas, a felső szintje 18 méter magasságban van, és 100 lépcsőfok megmászásával érhető el. Földszinti része vasbetonból, az emeletek vörösfenyő-fából készültek. A kilátó tervezői Basa Péter és Czér Péter építészek, valamint Jordán László statikus.

## Közlekedés
A Nagy-Kopasz megközelítését javítandó a Pilisi Parkerdő Zrt. 25 férőhelyes parkolót alakított ki a Telkibe vezető országút mentén, a Hidegvölgyi pihenőháznál, ahonnan a hegy a zöld háromszög-jelzésű turistaúton közelíthető meg a Tarnai-pihenőn keresztül. A helyközi busz megállójánál pihenőhelyet is kialakítottak padokkal, asztalokkal, tűzrakóhelyekkel, hintával és homokozóval.